# Busfest

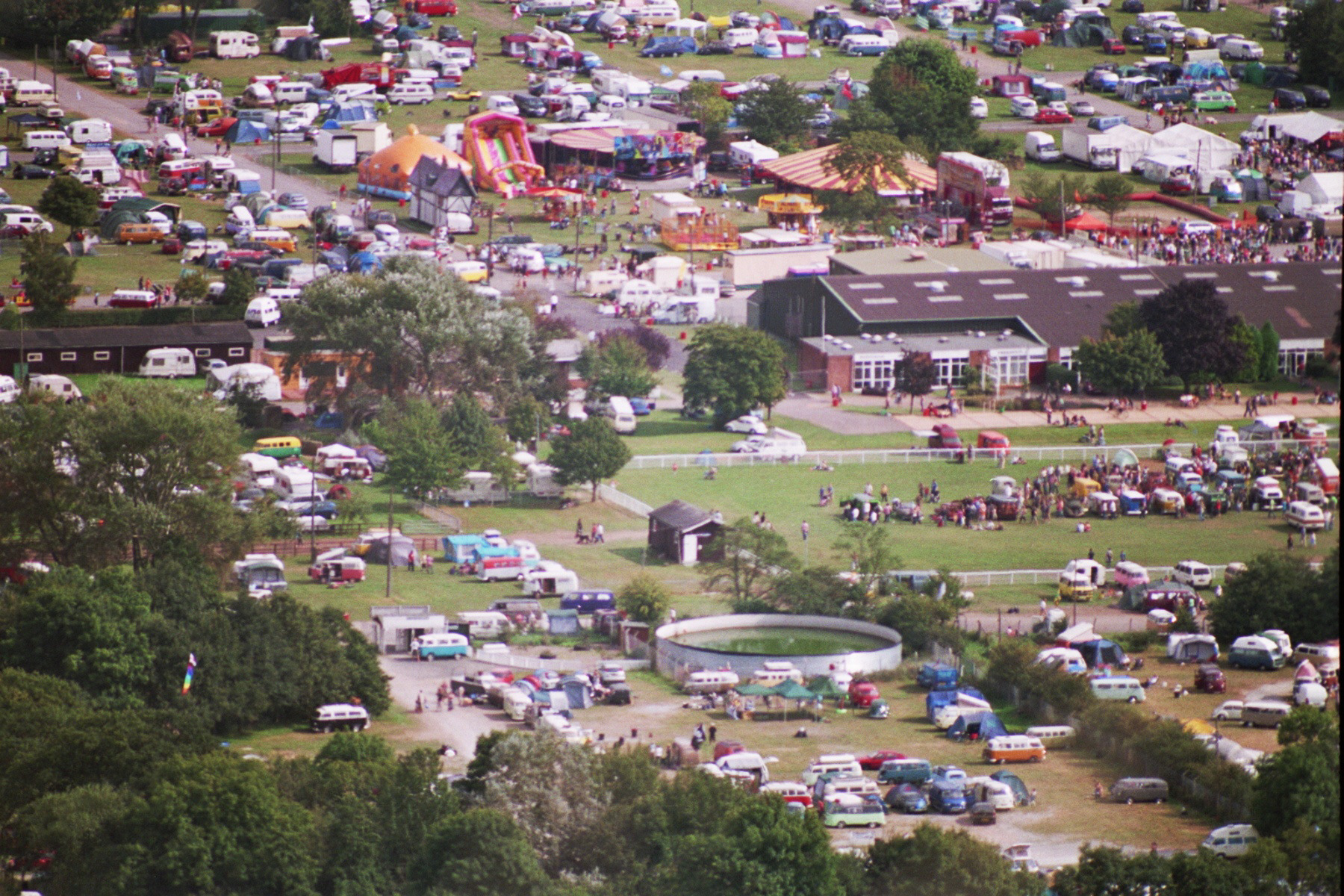
Vanfest, von den Malvern Hills aus gesehen

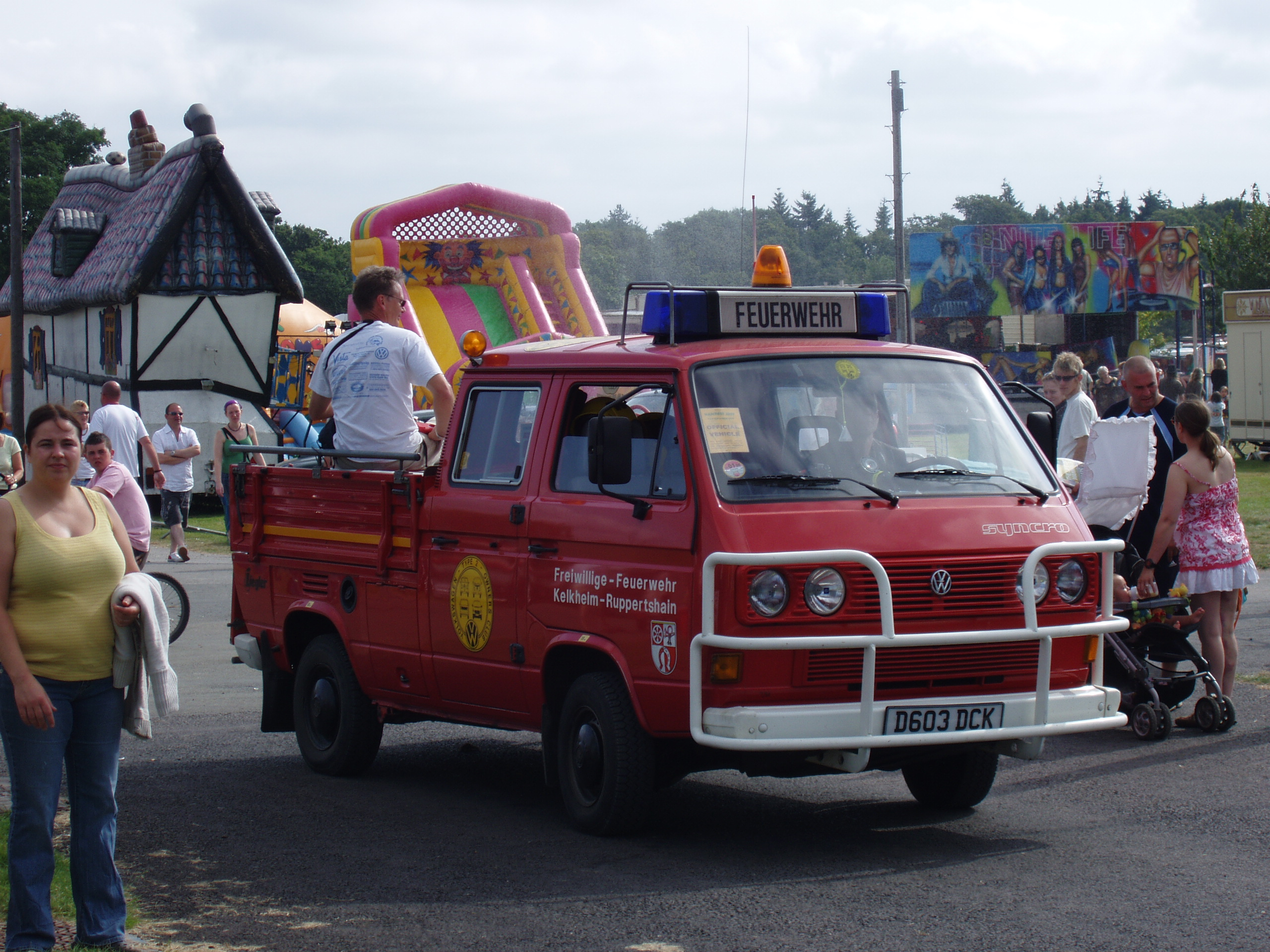
Festivalfeuerwehr, ehem. Fahrzeug der Freiwilligen Feuerwehr Kelkheim-Ruppertshain

Das Busfest (bis 2011 Vanfest) ist das weltweit größte Treffen der VW-Bus-Freunde und findet seit 1994 jährlich im September auf dem Three Counties Showground in Malvern (Worcestershire), England statt.

## Gründung
Das Vanfest wurde durch den Volkswagen Type 2 Owners Club 1994 gegründet und wird weiterhin durch den Club und dessen Gründungsmitglied Simon Holloway organisiert.

## Namensänderung
Ab 2012 wird das Vanfest in Busfest umbenannt.

## Veranstaltungsort
Das Vanfest findet seit Gründung immer auf dem Three Counties Showground in Malvern (Worcestershire) statt.

## Einzelveranstaltungen
- Cooking in a Camper (Das beste im Fahrzeug gekochte Menü wird prämiert)
- Rust & Prime
- Show & Shine
- Syncro Offroad Competition. Geleitet durch die Crew des "Berliner Bus Festivals"

sind jährlich wiederkehrende Aktionen.